# Liste der Landschaftsschutzgebiete im Landkreis Saarlouis
Die Liste der Landschaftsschutzgebiete im Landkreis Saarlouis enthält die Landschaftsschutzgebiete des Landkreises Saarlouis im Saarland.
| Bild                         | Nummer      | Bezeichnung des Gebietes | Fläche in Hektar | WDPA-ID   | Koordinaten | Gemeinde(n)/Landkreis                     | Datum der Verordnung | Fundstelle |
| ---------------------------- | ----------- | --- | ---------------- | --------- | ----------- | ----------------------------------------- | -------------------- | ---------- |
|                              | L 3.01.01   | Landschaftsschutzgebiet im Landkreis Saarlouis - im Bereich der Gemeinde Schmelz                                                       | 217              | 390249    | Position    | Schmelz                                   | 31. März 1977        | Verordnung |
|                              | L 3.01.02   | Landschaftsschutzgebiet im Landkreis Saarlouis - im Bereich der Gemeinde Schmelz                                                       | 233              | 390250    | Position    | Schmelz                                   | 31. März 1977        | Verordnung |
|                              | L 3.01.03   | Landschaftsschutzgebiet im Landkreis Saarlouis - im Bereich der Gemeinde Schmelz                                                       | 391              | 390251    | Position    | Schmelz                                   | 31. März 1977        | Verordnung |
|                              | L 3.01.04   | Landschaftsschutzgebiet im Landkreis Saarlouis - im Bereich der Gemeinde Schmelz                                                       | 992              | 390252    | Position    | Schmelz                                   | 31. März 1977        | Verordnung |
|                              | L 3.01.05   | Landschaftsschutzgebiet im Landkreis Saarlouis - im Bereich der Gemeinden Schmelz (und Nalbach)                                        | 889              | 390253    | Position    | Schmelz, Nalbach                          | 31. März 1977        | Verordnung |
|                              | L 3.01.07   | Landschaftsschutzgebiet im Landkreis Saarlouis - im Bereich der Gemeinden Schmelz (und Lebach)                                         | 171              | 390254    | Position    | Schmelz, Lebach                           | 31. März 1977        | Verordnung |
|                              | L 3.01.08   | Landschaftsschutzgebiet im Landkreis Saarlouis - im Bereich der Gemeinde Schmelz (und Lebach)                                          | 23               | 390255    | Position    | Schmelz, Lebach                           | 31. März 1977        | Verordnung |
|                              | L 3.02.03   | Landschaftsschutzgebiet im Landkreis Saarlouis - im Bereich der Gemeinde (Schmelz) [und Lebach]                                        | 41               | 390256    | Position    | Schmelz, Lebach                           | 31. März 1977        | Verordnung |
|                              | L 3.02.07   | Landschaftsschutzgebiet im Landkreis Saarlouis - im Bereich der Gemeinden (Schmelz und) Lebach                                         | 365              | 390257    | Position    | Schmelz, Lebach                           | 31. März 1977        | Verordnung |
|                              | L 3.02.08   | Landschaftsschutzgebiet im Landkreis Saarlouis - im Bereich der Gemeinden (Schmelz und) Lebach                                         | 1003             | 555589341 | Position    | Schmelz, Lebach                           | 31. März 1977        | Verordnung |
|                              | L 3.02.19   | Landschaftsschutzgebiet im Landkreis Saarlouis - im Bereich der Gemeinden (Nalbach und) Lebach                                         | 333              | 390259    | Position    | Nalbach, Lebach                           | 31. März 1977        | Verordnung |
|                              | L 3.02.20   | Landschaftsschutzgebiet im Landkreis Saarlouis - im Bereich der Gemeinden Saarwellingen (und Lebach)                                   | 420              | 390260    | Position    | Saarwellingen, Lebach                     | 31. März 1977        | Verordnung |
|                              | L 3.02.21   | {Landschaftsschutzgebiet im Landkreis Saarlouis - im Bereich der Gemeinden (Saarwellingen und) Lebach}                                 | 171              | 390261    | Position    | Saarwellingen, Lebach                     | 31. März 1977        | Verordnung |
|                              | L 3.03.09   | Landschaftsschutzgebiet im Landkreis Saarlouis - im Bereich der Gemeinde Rehlingen                                                     | 431              |           | Position    | Rehlingen                                 | 31. März 1977        | Verordnung |
|                              | L 3.03.10   | Landschaftsschutzgebiet im Landkreis Saarlouis - im Bereich der Gemeinde Rehlingen                                                     | 980              | 390263    | Position    | Rehlingen                                 | 31. März 1977        | Verordnung |
|                              | L 3.03.11   | Landschaftsschutzgebiet im Landkreis Saarlouis - im Bereich der Gemeinde Rehlingen                                                     | 589              | 390264    | Position    | Rehlingen                                 | 31. März 1977        | Verordnung |
|                              | L 3.03.12   | Landschaftsschutzgebiet im Landkreis Saarlouis - im Bereich der Gemeinde Rehlingen                                                     | 170              | 390265    | Position    | Rehlingen                                 | 31. März 1977        | Verordnung |
|                              | L 3.03.13   | Landschaftsschutzgebiet im Landkreis Saarlouis - im Bereich der Gemeinde Wallerfangen [Rehlingen-Siersburg]                            | 31               | 390282    | Position    | Wallerfangen, Rehlingen-Siersburg         | 31. März 1977        | Verordnung |
|                              | L 3.03.15   | Landschaftsschutzgebiet im Landkreis Saarlouis - im Bereich der Gemeinden Rehlingen (und Wallerfangen)                                 | 620              | 390267    | Position    | Rehlingen, Wallerfangen                   | 31. März 1977        | Verordnung |
|                              | L 3.04.15   | {Landschaftsschutzgebiet im Landkreis Saarlouis - im Bereich der Gemeinden (Rehlingen und Wallerfangen) [Dillingen]}                   | 87               | 390268    | Position    | Rehlingen, Wallerfangen, Dillingen        | 31. März 1977        | Verordnung |
|                              | L 3.04.16   | Landschaftsschutzgebiet im Landkreis Saarlouis - im Bereich der Stadt Dillingen                                                        | 182              | 390269    | Position    | Dillingen                                 | 31. März 1977        | Verordnung |
|                              | L 3.04.17   | Landschaftsschutzgebiet im Landkreis Saarlouis - im Bereich der Stadt Dillingen                                                        | 286              | 390270    | Position    | Dillingen                                 | 31. März 1977        | Verordnung |
|                              | L 3.05.05   | Landschaftsschutzgebiet im Landkreis Saarlouis - im Bereich der Gemeinden (Schmelz und) Nalbach                                        | 13               | 555550093 | Position    | Schmelz, Nalbach                          | 31. März 1977        |            |
|                              | L 3.05.06   | Landschaftsschutzgebiet im Landkreis Saarlouis - im Bereich der Gemeinde Nalbach                                                       | 492              | 390271    | Position    | Nalbach                                   | 31. März 1977        | Verordnung |
|                              | L 3.05.18   | Landschaftsschutzgebiet im Landkreis Saarlouis - im Bereich der Gemeinden (Saarwellingen und) Nalbach                                  | 241              | 390272    | Position    | Saarwellingen, Nalbach                    | 31. März 1977        | Verordnung |
|                              | L 3.05.19   | Landschaftsschutzgebiet im Landkreis Saarlouis - im Bereich der Gemeinden Nalbach (und Lebach)                                         | 32               | 390273    | Position    | Nalbach, Lebach                           | 31. März 1977        | Verordnung |
|                              | L 3.06.18   | Landschaftsschutzgebiet im Landkreis Saarlouis - im Bereich der Gemeinden Saarwellingen (und Nalbach)                                  | 414              | 390274    | Position    | Saarwellingen, Nalbach                    | 31. März 1977        | Verordnung |
|                              | L 3.06.20   | Landschaftsschutzgebiet im Landkreis Saarlouis - im Bereich der Gemeinden Saarwellingen (und Lebach)                                   | 211              | 390275    | Position    | Saarwellingen, Lebach                     | 31. März 1977        | Verordnung |
| Der Heßbach im LSG L 3.06.21 | L 3.06.21   | Landschaftsschutzgebiet im Landkreis Saarlouis - im Bereich der Gemeinden Saarwellingen (und Lebach)                                   | 694              | 390276    | Position    | Saarwellingen, Lebach                     | 31. März 1977        | Verordnung |
|                              | L 3.06.22   | Landschaftsschutzgebiet im Landkreis Saarlouis - im Bereich der Gemeinde Saarwellingen                                                 | 466              | 390277    | Position    | Saarwellingen                             | 31. März 1977        | Verordnung |
|                              | L 3.06.23   | Landschaftsschutzgebiet im Landkreis Saarlouis - im Bereich der (Stadt Saarlouis und der) Gemeinden Saarwellingen (und Schwalbach)     | 345              | 390278    | Position    | Saarlouis, Saarwellingen, Schwalbach      | 31. März 1977        | Verordnung |
|                              | L 3.06.24   | Landschaftsschutzgebiet im Landkreis Saarlouis - im Bereich der (Stadt Saarlouis), sowie der Gemeinde Saarwellingen                    | 51               | 390279    | Position    | Saarlouis, Saarwellingen                  | 31. März 1977        | Verordnung |
|                              | L 3.06.31   | Landschaftsschutzgebiet im Landkreis Saarlouis - im Bereich der Gemeinden (Schwalbach und) Saarwellingen                               | 9                | 390280    | Position    | Schwalbach, Saarwellingen                 | 31. März 1977        | Verordnung |
|                              | L 3.06.32   | Landschaftsschutzgebiet im Landkreis Saarlouis - im Bereich der Gemeinden Saarwellingen (und Schwalbach)                               | 135              | 390281    | Position    | Saarwellingen, Schwalbach                 | 31. März 1977        | Verordnung |
|                              | L 3.07.13   | Landschaftsschutzgebiet im Landkreis Saarlouis - im Bereich der Gemeinde Wallerfangen                                                  | 365              | 390282    | Position    | Wallerfangen                              | 31. März 1977        | Verordnung |
|                              | L 3.07.14   | Landschaftsschutzgebiet im Landkreis Saarlouis - im Bereich der Gemeinde Wallerfangen                                                  | 40               | 390283    | Position    | Wallerfangen                              | 31. März 1977        | Verordnung |
|                              | L 3.07.15   | Landschaftsschutzgebiet im Landkreis Saarlouis - im Bereich der Gemeinden (Rehlingen und) Wallerfangen                                 | 497              | 390284    | Position    | Rehlingen, Wallerfangen                   | 31. März 1977        | Verordnung |
|                              | L 3.07.26   | Landschaftsschutzgebiet im Landkreis Saarlouis - in der Gemeinde Wallerfangen                                                          | 23               | 390285    | Position    | Wallerfangen                              | 31. März 1977        | Verordnung |
|                              | L 3.07.27   | Landschaftsschutzgebiet im Landkreis Saarlouis - im Bereich der Gemeinden Wallerfangen (und Überherrn und der Stadt Saarlouis)         | 265              | 390286    | Position    | Wallerfangen, Überherrn, Saarlouis        | 31. März 1977        | Verordnung |
|                              | L 3.08.23   | Landschaftsschutzgebiet im Landkreis Saarlouis - im Bereich der Stadt Saarlouis (und der Gemeinden Saarwellingen und Schwalbach)       | 139              | 390287    | Position    | Saarlouis, Saarwellingen, Schwalbach      | 31. März 1977        | Verordnung |
|                              | L 3.08.24   | Landschaftsschutzgebiet im Landkreis Saarlouis - im Bereich der Stadt Saarlouis, (sowie der Gemeinde Saarwellingen)                    | 105              | 390288    | Position    | Saarlouis, Saarwellingen                  | 31. März 1977        | Verordnung |
|                              | L 3.08.25.1 | Landschaftsschutzgebiet im Landkreis Saarlouis - im Bereich der Stadt Saarlouis                                                        | 28               | 390289    | Position    | Saarlouis                                 | 31. März 1977        | Verordnung |
|                              | L 3.08.25.2 | Landschaftsschutzgebiet im Landkreis Saarlouis - im Bereich der Stadt Saarlouis                                                        | 3                | 390290    | Position    | Saarlouis                                 | 31. März 1977        | Verordnung |
|                              | L 3.08.25.3 | Landschaftsschutzgebiet im Landkreis Saarlouis - im Bereich der Stadt Saarlouis                                                        | 1                | 390291    | Position    | Saarlouis                                 | 31. März 1977        | Verordnung |
|                              | L 3.08.27   | Landschaftsschutzgebiet im Landkreis Saarlouis - im Bereich der (Gemeinden Wallerfangen und Überherrn und) der Stadt Saarlouis         | 221              | 390292    | Position    | Wallerfangen, Überherrn, Saarlouis        | 31. März 1977        | Verordnung |
|                              | L 3.08.28.1 | Landschaftsschutzgebiet im Landkreis Saarlouis - im Bereich der Stadt Saarlouis [und Wallerfangen]                                     | 33               | 390293    | Position    | Saarlouis, Wallerfangen                   | 31. März 1977        | Verordnung |
|                              | L 3.08.28.2 | Landschaftsschutzgebiet im Landkreis Saarlouis - im Bereich der Stadt Saarlouis                                                        | 39               | 390294    | Position    | Saarlouis                                 | 31. März 1977        | Verordnung |
|                              | L 3.08.28.3 | Landschaftsschutzgebiet im Landkreis Saarlouis - im Bereich der Stadt Saarlouis                                                        | 61               | 390295    | Position    | Saarlouis                                 | 31. März 1977        | Verordnung |
|                              | L 3.08.36   | Landschaftsschutzgebiet im Landkreis Saarlouis - im Bereich der Stadt Saarlouis                                                        | 72               | 390296    | Position    | Saarlouis                                 | 31. März 1977        | Verordnung |
|                              | L 3.08.37   | Landschaftsschutzgebiet im Landkreis Saarlouis - im Bereich der Stadt Saarlouis (und der Gemeinde Wadgassen)                           | 272              | 390297    | Position    | Saarlouis, Wadgassen                      | 31. März 1977        | Verordnung |
|                              | L 3.08.40   | Landschaftsschutzgebiet im Landkreis Saarlouis - im Bereich der (Gemeinde Überherrn,) der Stadt Saarlouis (und der Gemeinde Wadgassen) | 26               | 390298    | Position    | Überherrn, Saarlouis, Wadgassen           | 31. März 1977        | Verordnung |
|                              | L 3.09.23   | Landschaftsschutzgebiet im Landkreis Saarlouis - im Bereich der (Stadt Saarlouis und der) Gemeinden (Saarwellingen und) Schwalbach     | 147              | 390299    | Position    | Saarlouis, Saarwellingen, Schwalbach      | 31. März 1977        | Verordnung |
|                              | L 3.09.29   | Landschaftsschutzgebiet im Landkreis Saarlouis - im Bereich der Gemeinde Schwalbach                                                    | 129              | 390300    | Position    | Schwalbach                                | 31. März 1977        | Verordnung |
|                              | L 3.09.30.1 | Landschaftsschutzgebiet im Landkreis Saarlouis - im Bereich der Gemeinde Schwalbach, Ortsteil Ensdorf                                  | 11               | 390301    | Position    | Schwalbach, Ortsteil Ensdorf              | 31. März 1977        | Verordnung |
|                              | L 3.09.30.2 | Landschaftsschutzgebiet im Landkreis Saarlouis - im Bereich der Gemeinde Schwalbach, Ortsteil Griesborn                                | 7                | 390302    | Position    | Schwalbach, Ortsteil Griesborn            | 31. März 1977        | Verordnung |
|                              | L 3.09.31   | Landschaftsschutzgebiet im Landkreis Saarlouis - im Bereich der Gemeinden Schwalbach (und Saarwellingen)                               | 199              | 390303    | Position    | Schwalbach, Saarwellingen                 | 31. März 1977        | Verordnung |
|                              | L 3.09.32   | Landschaftsschutzgebiet im Landkreis Saarlouis - im Bereich der Gemeinden (Saarwellingen und) Schwalbach                               | 496              | 390304    | Position    | Saarwellingen, Schwalbach                 | 31. März 1977        | Verordnung |
|                              | L 3.09.33   | Landschaftsschutzgebiet im Landkreis Saarlouis - im Bereich der Gemeinde Schwalbach [Bous]                                             | 112              | 390305    | Position    | Bous                                      | 31. März 1977        | Verordnung |
|                              | L 3.09.34   | Landschaftsschutzgebiet im Landkreis Saarlouis - im Bereich der Gemeinde Schwalbach [Bous]                                             | 321              | 390306    | Position    | Bous                                      | 31. März 1977        | Verordnung |
|                              | L 3.09.35   | Landschaftsschutzgebiet im Landkreis Saarlouis - im Bereich der Gemeinde Schwalbach [Bous]                                             | 19               | 390307    | Position    | Bous                                      | 31. März 1977        | Verordnung |
|                              | L 3.10.27   | Landschaftsschutzgebiet im Landkreis Saarlouis - im Bereich der Gemeinden (Wallerfangen und) Überherrn (und der Stadt Saarlouis)       | 42               | 390308    | Position    | Wallerfangen, Überherrn, Saarlouis        | 31. März 1977        | Verordnung |
|                              | L 3.10.38   | Landschaftsschutzgebiet im Landkreis Saarlouis - im Bereich der Gemeinde Überherrn                                                     | 388              | 390309    | Position    | Überherrn                                 | 31. März 1977        | Verordnung |
|                              | L 3.10.39   | Landschaftsschutzgebiet im Landkreis Saarlouis - im Bereich der Gemeinde Überherrn                                                     | 25               | 390310    | Position    | Überherrn                                 | 31. März 1977        | Verordnung |
|                              | L 3.10.40   | Landschaftsschutzgebiet im Landkreis Saarlouis - im Bereich der Gemeinde Überherrn, (der Stadt Saarlouis und der Gemeinde Wadgassen)   | 626              | 390311    | Position    | Überherrn, Saarlouis, Wadgassen           | 31. März 1977        | Verordnung |
|                              | L 3.10.42   | Landschaftsschutzgebiet im Landkreis Saarlouis - im Bereich der Gemeinde Überherrn                                                     | 182              | 390312    | Position    | Überherrn                                 | 31. März 1977        | Verordnung |
|                              | L 3.10.43   | Landschaftsschutzgebiet im Landkreis Saarlouis - im Bereich der Gemeinden Überherrn (und Wadgassen)                                    | 258              | 390313    | Position    | Überherrn, Wadgassen                      | 31. März 1977        | Verordnung |
|                              | L 3.11.37   | Landschaftsschutzgebiet im Landkreis Saarlouis - im Bereich der (Stadt Saarlouis und) der Gemeinde Wadgassen                           | 20               | 390314    | Position    | Saarlouis, Wadgassen                      | 31. März 1977        | Verordnung |
|                              | L 3.11.40   | Landschaftsschutzgebiet im Landkreis Saarlouis - im Bereich der (Gemeinde Überherrn, der Stadt Saarlouis und) der Gemeinde Wadgassen   | 445              | 390315    | Position    | Überherrn, Saarlouis, Wadgassen           | 31. März 1977        | Verordnung |
|                              | L 3.11.41.1 | Landschaftsschutzgebiet im Landkreis Saarlouis - im Bereich der Gemeinde Wadgassen, Ortsteil Werbeln                                   | 5                | 390316    | Position    | Wadgassen, Ortsteil Werbeln               | 31. März 1977        | Verordnung |
|                              | L 3.11.41.2 | Landschaftsschutzgebiet im Landkreis Saarlouis - im Bereich der Gemeinde Wadgassen, Ortsteil Werbeln und Schaffhausen                  | 53               | 390317    | Position    | Wadgassen, Ortsteil Werbeln, Schaffhausen | 31. März 1977        | Verordnung |
|                              | L 3.11.43   | Landschaftsschutzgebiet im Landkreis Saarlouis - im Bereich der Gemeinden (Überherrn und) Wadgassen                                    | 682              | 390318    | Position    | Überherrn, Wadgassen                      | 31. März 1977        | Verordnung |

Anmerkung
1. ↑  Die Koordinaten entsprechen dem Mittelpunkt eines Rechtecks, das die Grenzen des Landschaftsschutzgebietes einrahmt. Aufgrund der Form eines Areals können sie auch außerhalb des eigentlichen Gebietes liegen. Die Tabellenspalte WDPA-ID gibt die genauen Grenzen an.